# Болгарія на літніх Олімпійських іграх 2012
Болгарія на літніх Олімпійських іграх 2012 була представлена 63 спортсменами у 16 видах спорту.

## Медалі
| Медаль | Володар                 | Вид спорту | Дисципліна                       | Дата       |
| ------ | ----------------------- | ---------- | -------------------------------- | ---------- |
| Срібло | Станка Златова-Христова | Боротьба   | Жінки, вільна боротьба, до 72 кг | 09.08.2012 |
| Бронза | Тервел Пулев            | Бокс       | Чоловіки, до 91 кг               | 10.08.2012 |